# Milica Lukšić
Milica Lukšić (Zagreb, 1964. – 2011.), hrvatska dramatičarka, dramaturginja i prevoditeljica.

## Životopis
Diplomirala je dramaturgiju na Akademiji dramske umjetnosti  i književnost i lingvistiku na Filozofskom fakultetu u Zagrebu. 
Od 1989. surađivala je s dramskim programom Hrvatskog radija (prije, Radio Zagreba) kao autorica dramskih tekstova, dramatizacija, prijevoda i radiofonskih adaptacija. 
Kao dramatičarka je debitirala 1990. godine u Teatru ITD s dramom Lov na medvjeda Tepišara. Na Marulićevim danima u Splitu tekst je nagrađen nagradom Marul u kategoriji najboljeg izvedenog dramskog teksta.
Jedna je od članova osnivača Umjetničke organizacije Autorska kuća koja je osnovana 2003. godine.
Osim autorskog pisanja bavila se prijevodima s engleskog i talijanskog jezika. 
Umrla je nakon teške bolesti, a prema pisanju Večernjeg lista vlastiti je pokop zabranila, te je urna s njezinim ostacima položena u tišini.

## Vanjske poveznice
- Milica Lukšić na stranicama Autorske kuće  Arhivirana inačica izvorne stranice od 31. listopada 2009. (Wayback Machine)